# فرناندو دينيس
فرناندو دينيس (بالإسبانية: Fernando Denis)‏ (1968 في كولومبيا)؛ شاعر وروائي كولومبي.